# Gordon Wallace (Fußballspieler, 1944)
Gordon Henry Wallace (* 13. Juni 1944 in Lanark) ist ein ehemaliger schottischer Fußballspieler. Als halblinker Offensivakteur galt er zu Beginn der 1960er-Jahre als eines der größten Talente des FC Liverpool. Er konnte sich dort jedoch nicht dauerhaft durchsetzen, trug sich aber als erster Europapokaltorschütze der „Reds“ gegen KR Reykjavík in die Vereinsgeschichtsbücher ein. Dazu erzielte er im ersten von der TV-Sendung Match of the Day gezeigten Spiel gegen den FC Arsenal zwei Treffer zum 3:2-Sieg.

## Sportlicher Werdegang
Der im schottischen Lanarkshire geborene Wallace wuchs in Südwales auf und begann seine fußballerische Karriere 1960 in der Jugendabteilung des FC Liverpool. Maßgeblich dafür waren seine guten Eindrücke beim Probetraining bei Huddersfield Town, wo der nunmehr in Liverpool verantwortliche Cheftrainer Bill Shankly zuvor gearbeitet hatte. Gut ein Monat nach seinem 17. Geburtstag unterzeichnete Wallace bei den „Reds“ den ersten Profivertrag. Nach mehreren Auftritten in den Reserveauswahlen debütierte er Ende Oktober 1962 als Ersatz von Alan A’Court bei West Bromwich Albion in der ersten Mannschaft; sein direkter Gegenspieler bei der 0:1-Niederlage war der erfahrene Ex-Nationalspieler Don Howe. Im weiteren Verlauf der Saison 1962/63, die die erste Spielzeit für Liverpool in der höchsten Spielklasse nach acht Jahren war, bestritt Wallace unter Trainer Bill Shankly noch weitere sechs Ligaspiele. Darunter war auch im Mai 1963 die Begegnung gegen Birmingham City, in der er sein erstes Tor zum 5:1-Sieg beisteuerte. Im Jahr darauf gewann der FC Liverpool erstmals nach 1947 wieder die englische Meisterschaft, zu der Wallace aber nur geringfügig beitrug. In der Mannschaft absolvierten zehn Akteure mindestens 33 Ligapartien und Wallace kam erst zum Saisonende für den verletzten Roger Hunt gegen den FC Burnley zum Zug.
Zu Beginn der Spielzeit 1964/65 katapultierte sich Wallace dann plötzlich in den Fokus der Öffentlichkeit, als ihm innerhalb von acht Tagen fünf Tore in drei Parien gelangen. Er begann zunächst mit einem Treffer in der Charity-Shield-Begegnung gegen West Ham United (2:2), gefolgt von zwei Toren im ersten Europapokalspiel des Vereins beim isländischen Vertreter KR Reykjavík und zuletzt zwei weiteren Treffern beim 3:2-Sieg zum Ligasaisonauftakt gegen den FC Arsenal, das bei der allerersten Ausgabe der BBC-Sendung Match of the Day als erste Zusammenfassung gezeigt wurde. Er absolvierte insgesamt die ersten acht Spiele, wobei er seine gute Form aber nicht konservieren konnte. Nach drei Niederlagen in Serie verlor er seinen Platz an Bobby Graham und über fünf Monate musste Wallace auf seine nächste Bewährungschange in der Meisterschaft warten. In der Folgezeit wurde er nur noch sehr sporadisch eingesetzt und nach zahlreichen Verletzungen und zwei frustrierenden Jahren im Reserveteam verließ Wallace den Verein im Oktober 1967. Als maßgeblicher Grund galt seine Verletzungsanfälligkeit und insgesamt wirkte er zu schmächtig. Letzteres habe eigenen Angaben zufolge auch der damals nicht erkennbaren angeborenen Glutenunverträglichkeit gelegen, die erst im hohen Alter bei ihm im Rahmen einer Untersuchung hinsichtlich seiner Osteoporose diagnostiziert wurde.
Im Oktober 1967 wechselte er zum Viertligisten Crewe Alexandra. Dort gelang ihm im ersten Jahr der Aufstieg in die dritthöchste Spielklasse. Nach elf Partien in der folgenden Spielzeit 1968/69, die mit dem direkten Wiederabstieg endete, brach er sich zum dritten Mal in seiner Laufbahn das Bein. Dadurch musste er wieder längere Zeit pausieren und nach der Rückkehr fühlte er sich in seiner Leistungsfähigkeit derart eingeschränkt, dass er bereits im Alter von nur 28 Jahren seine Fußballerlaufbahn beendete. Dennoch hatte er in Crewe in etwas mehr als 100 Pflichtspielen 22 Tore geschossen.
Nach dem Ende der aktiven Laufbahn betrieb er 20 Jahre lang in der Nähe des Anfield-Stadions gemeinsam mit Peter Thompson eine Werkstatt, die er bereits zu Spielerzeiten besessen hatte.

## Titel/Auszeichnungen
- Charity Shield (1): 1964 (geteilt)